# Valentin Robu
Valentin Robu (* 17. Januar 1967 in Săbăoani, Kreis Neamț) ist ein ehemaliger rumänischer Ruderer, der 1988 Olympiazweiter im Vierer mit Steuermann und 1992 Olympiazweiter im Achter war. Bei Weltmeisterschaften gewann er zweimal Gold, dreimal Silber und dreimal Bronze.

## Sportliche Karriere
Dem 1,93 m großen Valentin Robu gelang bei den Olympischen Spielen 1988 in Seoul der Durchbruch zur Weltspitze, als er zusammen mit Dimitrie Popescu, Ioan Șnep, Vasile Tomoiagă und Steuermann Ladislau Lovrenschi die olympische Silbermedaille hinter dem Vierer mit Steuermann aus der DDR gewann. Im Jahr darauf trat Robu bei den Weltmeisterschaften 1989 mit Vasile Năstase, Dimitrie Popescu, Vasile Tomoiagă und Steuermann Marin Gheorghe an und gewann den Weltmeistertitel vor den Booten aus der Tschechoslowakei und aus dem Vereinigten Königreich. Nachdem der rumänische Vierer mit Steuermann bei den Weltmeisterschaften 1990 den sechsten Platz belegt hatte, wurde er 1991 neu besetzt. Zusammen mit Dănuț Dobre, Dragoș Neagu, Ioan Șnep und Steuermann Dumitru Răducanu gewann Robu die Silbermedaille, der Titel ging an den deutschen Vierer mit Steuermann. Bei den Olympischen Spielen 1992 in Barcelona gehörten Dobre und Robu zum rumänischen Achter, der die Silbermedaille mit 0,14 Sekunden Rückstand auf das Boot aus Kanada gewann.
Bei den Weltmeisterschaften 1993 gewann der rumänische Achter mit Valentin Robu die Silbermedaille hinter dem Deutschland-Achter. 1994 in Indianapolis saß Robu wieder im Vierer mit Steuermann, der in der Besetzung Valentin Robu, Iulică Ruican, Viorel Talapan, Florian Tudor und Steuermann Marin Gheorghe den Titel vor den amerikanischen Gastgebern gewann. Die Ruderer des rumänischen Vierers traten auch alle mit dem Achter an und gewannen hier Bronze hinter den Booten aus den Vereinigten Staaten und aus den Niederlanden. Bei den Weltmeisterschaften 1995 belegte Robu mit dem Achter den fünften Platz, im Jahr darauf platzierte er sich mit dem Achter bei den Olympischen Spielen 1996 in Atlanta als Sieger des B-Laufs auf dem siebten Rang. Bei den Weltmeisterschaften 1997 siegte der US-Achter vor den Rumänen, 1998 in Köln erkämpften die Rumänen Bronze. Seine letzte internationale Medaille gewann Robu bei den Weltmeisterschaften 1999, als er noch einmal Bronze im Vierer mit Steuermann erruderte. Zum Abschluss seiner Karriere belegte er den zehnten Platz im Vierer ohne Steuermann bei den Olympischen Spielen 2000 in Sydney.
Valentin Robu ist verheiratet mit der Ruderin Doina Ciucanu-Robu. 